# Ézékiel (catholicos nestorien)
Pour les articles homonymes, voir Ezekiel.
Ézékiel fut le vingt-neuvième catholicos de l'Église de l'Orient, de 570 à 581.

## Biographie
Sa carrière est retracée par la Chronique de Séert (II, 32 et 36). Médecin de profession, il avait été disciple du catholicos Aba Ier ; il était d'autre part le gendre de Paul, prédécesseur d'Aba. Il fut nommé évêque de Zabé par le catholicos Joseph, qui avait expulsé illégalement le titulaire précédent. Mais Ézékiel, homme de talent, sachant de plus parler la langue perse, capta bientôt la bienveillance du roi Khosrô Ier et se posa en rival de Joseph. Le roi l'envoya avec des plongeurs pêcher des perles à Bahreïn, et il en rapporta une d'une taille merveilleuse, ce qui établit définitivement sa faveur, tandis que celle de Joseph baissait. Il obtenait tous les décrets qu'il voulait. Malekh, évêque de Darabgerd, dans le Fars, obtint par lui un décret faisant cesser la persécution anti-chrétienne dans son diocèse. Joseph, par jalousie, s'allia avec le grand-prêtre des mazdéens et fit annuler la mesure. L'Église du Fars, en l'apprenant, rompit avec lui.
Finalement Joseph, rejeté par l'Église et ayant totalement perdu la faveur royale, fut destitué et excommunié par un synode, sans doute en 566, mais il fallut l'intervention de Khosrô pour qu'il quitte ses fonctions en février 567. Le synode, à l'initiative notamment de Paul, métropolite de Nisibe, s'était entendu sur le nom d'Ézékiel pour la succession. Mais les partisans de Joseph provoquèrent des divisions, et le roi s'opposa finalement à toute élection avant qu'il y ait consensus, ce qui fit traîner les choses jusqu'à la mort de Joseph en 570.
Mais un nouveau synode conduisit alors à l'élection d'Isaïe, directeur de l'École patriarcale de Séleucie-Ctésiphon. Le métropolite Paul de Nisibe et d'autres évêques intervinrent pour qu'on en reste à la décision du synode précédent, d'autant plus que c'était Ézékiel qui jouissait de la faveur royale. C'est donc ce dernier qui fut proposé à Khosrô pour l'autorisation d'investiture.
Habile dans la conduite des affaires, Ézékiel sut réintégrer rapidement sans heurts les partisans de Joseph. En février 576, il présida un synode qui adopta trente-six canons disciplinaires. Mais il eut de mauvais rapports avec les évêques : accompagnant le roi Khosrô dans sa campagne militaire contre la forteresse byzantine de Dara, en 573, il s'arrêta à Nisibe où le métropolite Paul le reçut d'abord avec tous les honneurs, mais ils se brouillèrent au point que le catholicos annonça qu'il allait destituer Paul dès que le roi se serait emparé de Dara. Finalement le métropolite mourut au moment de la prise de la forteresse (novembre 573), échappant ainsi à la déposition. Ézékiel traita d'autre part les évêques d'« aveugles guidant des aveugles », et on considéra comme un châtiment du ciel le fait qu'il perdit la vue deux ans avant sa mort. La Chronique de Séert ne sait pas s'il fut enseveli à Hira ou à Séleucie-Ctésiphon.